# Wiktor Butenko
Wiktor Aleksandrowicz Butenko (ros. Виктор Александрович Бутенко; ur. 10 marca 1993 w Stawropolu) – rosyjski lekkoatleta specjalizujący się w rzucie dyskiem.
W 2011 uplasował się na 6. miejscu podczas mistrzostw Europy juniorów w Tallinnie. Czwarty zawodnik juniorskich mistrzostw świata w Barcelonie (2012). Rok później zdobył srebro młodzieżowego czempionatu Europy oraz zajął 8. miejsce na mistrzostwach świata w Moskwie. Piąty zawodnik mistrzostw Europy w Zurychu (2014). Medalista mistrzostw Rosji oraz reprezentant kraju na drużynowych mistrzostwach Europy.
Rekord życiowy: 65,97 (25 maja 2013, Soczi).

## Osiągnięcia
| Rok  | Impreza                                 | Miejsce               | Lokata            | Wynik |
| ---- | --------------------------------------- | --------------------- | ----------------- | ----- |
| 2011 | Mistrzostwa Europy juniorów             | Tallinn               | 6. miejsce        | 58,45 |
| 2012 | Mistrzostwa świata juniorów             | Barcelona             | 4. miejsce        | 61,48 |
| 2013 | Zimowy puchar Europy w rzutach          | Castellón de la Plana | 5. miejsce (U-23) | 59,86 |
| 2013 | Superliga drużynowych mistrzostw Europy | Gateshead             | 11. miejsce       | 51,96 |
| 2013 | Młodzieżowe mistrzostwa Europy          | Tampere               | 2. miejsce        | 62,27 |
| 2013 | Mistrzostwa świata                      | Moskwa                | 8. miejsce        | 63,38 |
| 2014 | Zimowy puchar Europy w rzutach          | Leiria                | 1. miejsce        | 64,38 |
| 2014 | Mistrzostwa Europy                      | Zurych                | 5. miejsce        | 62,80 |
| 2015 | Zimowy puchar Europy w rzutach          | Leiria                | 3. miejsce        | 65,44 |
| 2017 | Mistrzostwa świata                      | Londyn                | el. – 23. miejsce | 59,29 |
| 2018 | Puchar Europy w rzutach                 | Leiria                | 5. miejsce        | 62,61 |
| 2018 | Mistrzostwa Europy                      | Amsterdam             | 9. miejsce        | 62,24 |
| 2019 | Puchar Europy w rzutach                 | Šamorín               | 9. miejsce        | 59,91 |
| 2019 | Światowe wojskowe igrzyska sportowe     | Wuhan                 | 3. miejsce        | 59,65 |